# Amanda Ilestedt
Amanda Ilestedt (Sölvesborg, 1993. január 17. –) svéd női válogatott labdarúgó, a Paris Saint-Germain játékosa.

## Pályafutása

### Klubcsapatokban
A Sölvesborgban kezdte sportkarrierjét és kezdetben a foci mellett jégkorongozott is. 12-13 évesen döntött végleg a labdarúgás mellett. 2010-ben a malmői LdB soraiban mutatkozhatott be az élvonalban és nyolc éven át szolgálta együttesét.
A 2017-es szezon végén a német Turbine Potsdamhoz kötelezte el magát. Két szezont játszott a potsdami csapatban, majd 2019-ben elfogadta a Bayern München ajánlatát.
2021. július 12-én két évre szerződött a francia Paris Saint-Germain csapatához.

## Sikerei

### Klub
Svéd bajnok (5):
- LdB FC Malmö / FC Rosengård (5): 2010, 2011, 2013, 2014, 2015

 Svéd kupagyőztes (1):
- LdB FC Malmö / FC Rosengård (1): 2016

 Svéd szuperkupa győztes (4):
- LdB FC Malmö / FC Rosengård (4): 2011, 2012, 2015, 2016

 Német bajnok (1):
- Bayern München (1): 2021

### A válogatottban
Svédország
- Világbajnoki bronzérmes (1): 2019
- Olimpiai ezüstérmes (1): 2020[3]
- U19-es Európa-bajnok (1): 2012
- Algarve-kupa győztes: 2018

### Magánélete
Unokatestvére Oliver Ekman-Larsson az NHL játékosa. Nagyapja révén nagy-nagybátyja a svédek legendás jégkorongozója Sven Tumba.